# Marduk-apla-iddina II
Marduk-apla-iddina II (ortografia cuneiforme ᴰMES. A.SUM-na; nella Bibbia Merodach-Baladan, chiamato anche com Marduk-Baladan, Baladan e Berodach-Baladan, lett. "Marduk mi ha dato un erede"), (... – Elam, 693 a.C.) fu un leader caldeo della tribù Bit-Yakin, originariamente stabilita nel territorio che un tempo costituiva il cosiddetto "Paese del Mare" a sud di Babilonia.
Prese il trono babilonese nel 722 a.C., sottraendolo al controllo dell'Impero neo-assiro di Sargon II, e lo mantenne sino al 710 a.C. Riprese il trono, questa volta a Sennacherib, erede di Sargon, nel 703 a.C. ma morì poco dopo.
Il suo regno è definito da alcuni storici come la III Dinastia illegittima del Paese del Mare, all'interno della X Dinastia di Babilonia (o Dinastia assira di Babilonia). Fu uno dei più pericolosi nemici dell'Impero assiro all'apice della sua potenza.

## Biografia

### Primo regno

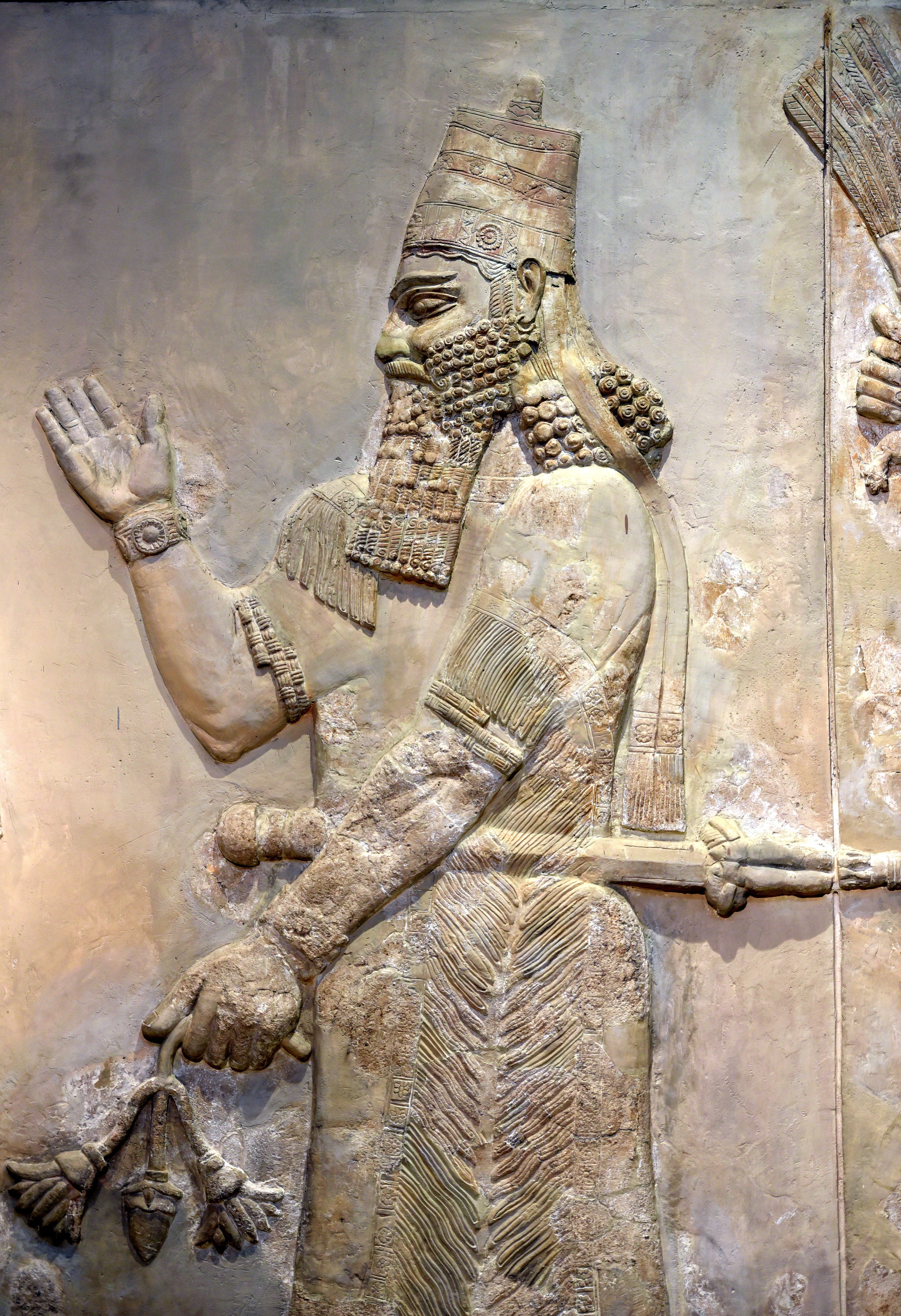
Sargon II, il primo re assiro a cui Marduk-apla-iddina II contese il trono di Babilonia.

Marduk-apla-iddina II compare nelle scene storiche nel 722 a.C. quando, contestualmente al passaggio di potere sul trono d'Assiria tra Salmanassar V e Sargon II, approfitta dell'instabilità politica dell'Impero neo-assiro, dominatore straniero di Babilonia, per rivendicare il trono babilonese. Marduk-apla-iddina era allora il capo della Bit-Yakin, una delle cinque tribù caldee note alla storia, il cui territorio consisteva nel c.d. "Paese del Mare" della Bassa Mesopotamia e comprendeva 8 città fortificate e 100 cittadine.
Sargon, già distratto dalla repressione di rivolte nel Levante, marciò a sud per sconfiggere il re-ribelle babilonese ma questi seppe allearsi rapidamente con uno degli antichi nemici dell'Assiria, il regno iranico di Elam, formando un imponente esercito. Assiri ed Elamiti (i babilonesi arrivavano troppo tardi sul campo di battaglia per combattere effettivamente) si incontrarono in battaglia nelle pianure fuori dalla città di Der: l'esercito di Sargon fu sconfitto e Marduk-apla-iddina si assicurò così il controllo della Bassa Mesopotamia. Sargon si ritirò a nord e passò gli anni successivi espandendo l'impero in Anatolia ai danni degli Ittiti e avviando una lunga guerra con gli Aramei di Urartu (Armenia), mentre Marduk-apla-iddina regnava su Babilonia e manteneva stretti rapporti con i regni nemici dell'Assiria: Elam, Aram e Israele.
Sargon e Marduk si scontrarono nuovamente nel 710 a.C.. Affidata l'amministrazione dell'impero al figlio e principe ereditario, Sennacherib, l'Assiro avanzò lungo la riva orientale del Tigri fino a raggiungere la città di Dur-Athara e vi affrontò le forze babilonesi, sconfiggendole, poi vi si stanziò e prese a sottomettere sistematicamente i dintorni, evitando l'assalto immediato a Babilonia che gli era stato fatale un decennio prima. Presso il fiume "Uknu", l'esercito assiro sconfisse poi gli alleati aramei ed elamiti di Marduk-apla-iddina, garantendosi il via libera per l'attacco diretto a Babilonia. Sargon discese da sud-est, valicando il Tigri ed uno dei rami dell'Eufrate ed arrivando a Dur-Ladinni. Marduk-apla-iddina a questo punto si spaventò, forse perché o aveva poco vero sostegno dal popolo e dai sacerdoti babilonesi o perché la maggior parte del suo esercito era già stata sconfitta a Dur-Athara, e fuggì nottetempo da Babilonia portandosi appresso quanto più oro e preziosi (incluso il suo trono) riuscì a prendere. Questi beni furono usati da Marduk-apla-iddina nel tentativo di ottenere asilo a Elam, offrendoli come tangente al re Shutruk-Nakhunte II per potersi rifugiare nel suo paese. Il re elamita accettò i tesori ma non permise a Marduk-apla-iddina di entrare in Elam temendo una punizione assira. Marduk-apla-iddina si stabilì dunque a Iqbi-Bel ma Sargon lo inseguì e la città gli si arrese senza combattere. Marduk-apla-iddina fuggì allora nella sua città natale vicino alle rive del Golfo Persico, Dur-Jakin. La città fu fortificata, fu scavato un grande fossato che circonda le sue mura e la campagna circostante fu allagata attraverso un canale scavato dall'Eufrate. Fidando sul terreno allagato, Marduk-apla-iddina allestì il suo campo in un punto fuori dalle mura della città ma fu nuovamente sconfitto dall'esercito di Sargon, penetrato attraverso il terreno allagato senza ostacoli. Marduk-apla-iddina fuggì in città quando gli Assiri iniziarono a raccogliere il bottino di guerra dai suoi soldati caduti. Dopo la battaglia, Sargon assediò Dur-Jakin ma non fu in grado di conquistarla in fretta. Mentre l'assedio si trascinava, furono avviati i negoziati e nel 709 a.C. fu concordato che la città si sarebbe arresa e avrebbe demolito le sue mura esterne in cambio dell'impegno a risparmiare la vita di Marduk-apla-iddina.

### Secondo regno

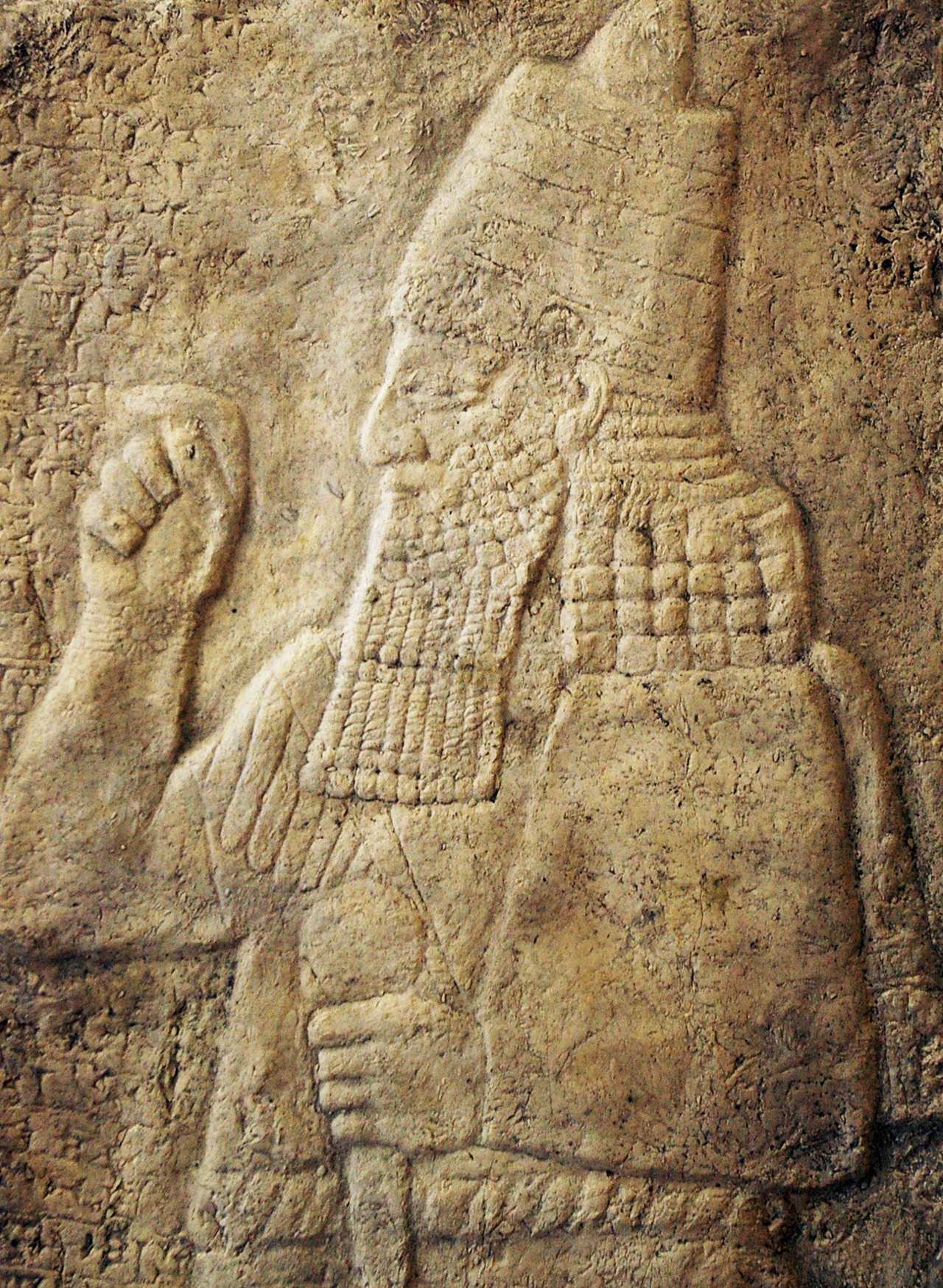
Sennacherib, il secondo re assiro a cui Marduk-apla-iddina II contese il trono di Babilonia.

Scomparso Sargon II in battaglia, il suo erede Sennacherib si inimicò la popolazione babilonese offendendone in più occasioni la divinità poliade cittadina, Marduk. Babilonia insorse contro gli Assiri nel 704 o 703 a.C. al comando di tale Marduk-zakir-shumi II che venne rapidamente detronizzato dal redivivo Marduk-apla-iddina II poi messosi a capo di una potente coalizione anti-assira comprendente Caldei, Aramei, Arabi e Shutruk-Nakhunte II di Elam (che da solo avrebbe fornito al re babilonese ribelle un esercito di 80.000 uomini). Soltanto nel tardo 703 a.C. Sennacherib poté muovere l'armata imperiale da Assur verso sud: l'avanguardia assira venne sconfitta presso Kish dalla coalizione ma il secondo attacco, portato da Sennacherib in persona pochi giorno dopo, garantì la vittoria al Sargonide e costrinse Marduk-apla-iddina II a nascondersi nuovamente nella "Terra del Mare". Il re assiro prese possesso di Babilonia che gli aprì pacificamente le porte e sopportò il castigo di un saccheggio "controllato" durante il quale la popolazione non venne molestata, mentre gli assiri battevano le paludi in cerca dei fuggiaschi e devastavano le terre caldee e aramee ribelli. Sennacherib si ritirò da Babilonia lasciandovi come re-fantaccio tale Bel-ibni: "un babilonese cresciuto nel mio palazzo come un cucciolo" a detta del Sargonide. 
Marduk-apla-iddina era nuovamente riparato in Elam, alla corte di Hallušu (regno 698-693 a.C.), insieme al suo entourage anti-assiro. In cerca di vendetta contro i ribelli, Sennacherib organizzò poi contro le coste elamite una massiccia operazione anfibia nel 694 a.C., grazie al supporto dei fenici: razziò molte loro città e li sconfisse nella battaglia del fiume Diyala (693 a.C.).

Marduk-apla-iddina II scomparve in quei giorni, probabilmente per cause di morte naturale.

## Nella Bibbia
È menzionato come re di Babilonia ai giorni del re Ezechia, sia in 2 Re 20.12 (qui chiamato Berodach-baladan) che in Isaia 39.1. In entrambi i passaggi invia una lettera a Ezechia, avendo sentito parlare della sua malattia e guarigione. I suoi messaggeri che hanno consegnato la lettera sono generosamente intrattenuti da Ezechia, che guida il profeta Isaia a criticare Ezechia per la sua eccessiva apertura riguardo alla ricchezza che aveva accumulato.

### Fonti
- Cronache babilonesi
- Prisma di Sennacherib (ed. in Luckenbill)

### Studi
- (EN) Bauer SW, The History of the Ancient World: From the Earliest Accounts to the Fall of Rome, New York, W. W. Norton & Company, 2007, ISBN 978-0-393-05974-8.
- (EN) Chen F, A List of Babylonian Kings (XML), in Study on the Synchronistic King List from Ashur, BRILL, 2020, ISBN 978-90-04-43092-1.
- (DE) Ebeling E [et al.] (a cura di), Reallexikon der Assyriologie und vorderasiatischen Archäologie - Band 7, Walter de Gruyter, 1990, ISBN 3-11-010437-7.
- (EN) Frahm E, New sources for Sennacherib's "first campaign", in Isimu, vol. 6, 2003,  pp. 129-164.
- (EN) Frahm E, Family Matters: Psychohistorical Reflections on Sennacherib and His Times, in Kalimi I e Richardson S (a cura di), Sennacherib at the Gates of Jerusalem: Story, History and Historiography, Leida, Brill Publishers, 2014, ISBN 978-90-04-26561-5.
- (EN) Grayson AK, Assyrian and Babylonian Chronicles. Texts from Cuneiform Sources V, Locust Valley (NY), 1975.
- (EN) Grayson AK, Assyria: Sennacherib and Esarhaddon (704–669 BC), in The Cambridge Ancient History Volume 3 Part 2: The Assyrian and Babylonian Empires and Other States of the Near East, from the Eighth to the Sixth Centuries BC, Cambridge University Press, 1970, ISBN 978-3-11-103358-7.
- Liverani M, Antico Oriente: storia, società, economia, Roma-Bari, Laterza, 2009, ISBN 978-88-420-9041-0.
- (EN) Luckenbill DD, The Annals of Sennacherib, University of Chicago Press, 1924, OCLC 506728.
- (EN) Van De Mieroop M, A History of the Ancient Near East, seconda edizione, Malden, MA, Blackwell Publishing, 2007, ISBN 978-1-4051-4911-2.
- (EN) Van Der Spek R, The struggle of king Sargon II of Assyria against the Chaldaean Merodach-Baladan (710-707 B.C.), in JEOL, vol. 25, 1977,  pp. 56-66.